# Duane Clemons
Duane Anthony Clemons (Riverside, 23 maggio 1974) è un ex giocatore di football americano statunitense che ha militato nel ruolo di defensive end nella National Football League (NFL).

## Biografia
Al college, Clemons giocò a football a California. Fu scelto come 16º assoluto nel Draft NFL 1996 dai Minnesota Vikings. Vi giocò fino al 1999, con un primato in carriera di 9 sack in quell'ultima stagione. In seguito fece parte di Kansas City Chiefs (2000-2002) e Cincinnati Bengals (2003-2005). Nel 2008 firmò con la squadra di allenamento dei Toronto Argonauts della Canadian Football League, da cui fu svincolato senza essere mai sceso in campo.

## Statistiche
| Tackle     | 337  |
| Sack       | 49,5 |
| Intercetti | 0    |